# Aerozaur
Aerozaur – rodzaj gada ssakokształtnego z rodziny Varanopsidae i podrodziny Varanodontinae. Żył od późnego permu do wczesnego triasu na terenie dzisiejszej Ameryki Północnej.

## Gatunki
- Aerosaurus greenleeorum Romer, 1937,
- Aerosaurus wellesi Langston & Reisz, 1981.